# Masters of Chant Chapter IV
Masters of Chant IV is het vijfde album van de Duitse band Gregorian.

## Tracks
1. "The Gift" (Carsten Heusmann, Amelia Brightman)
2. "Bridge over Troubled Water" (Paul Simon) (origineel van Simon & Garfunkel)
3. "With or Without You" (U2) (origineel van U2)
4. "Maid of Orleans" (Andy McCluskey) (origineel van Orchestral Manoeuvres in the Dark)
5. "Angels" (Guy Chambers, Robbie Williams) (origineel van Robbie Williams)
6. "Evening Falls" (Enya, Nicky Ryan) (origineel van Enya)
7. "I'll Find My Way Home" (Jon Anderson, Vangelis) (origineel van Jon & Vangelis)
8. "Imagine" (John Lennon) (origineel van John Lennon)
9. "For No One" (John Lennon, Paul McCartney) (origineel van The Beatles)
10. "Hide and Seek" (Howard Jones) (origineel van Howard Jones)
11. "World" (Barry Gibb, Maurice Gibb, Robin Gibb) (origineel van Bee Gees)
12. "High Hopes" (David Gilmour, Polly Samson) (origineel van Pink Floyd)
13. "Clocks" (Guy Berryman, Jon Buckland, Will Champion, Chris Martin) (origineel van Coldplay)

### Bonustracks
1. "The End of Days" (Jan-Eric Kohrs, Violet)
2. "Heaven Is a Place on Earth" (Rick Nowels, Ellen Shipley) (origineel van Belinda Carlisle)
3. "Le Temps des Cathedrales" (Luc Plamondon, Riccardo Cocciante) (uit de musical Notre Dame de Paris)